# Scheve toren van Nevjansk

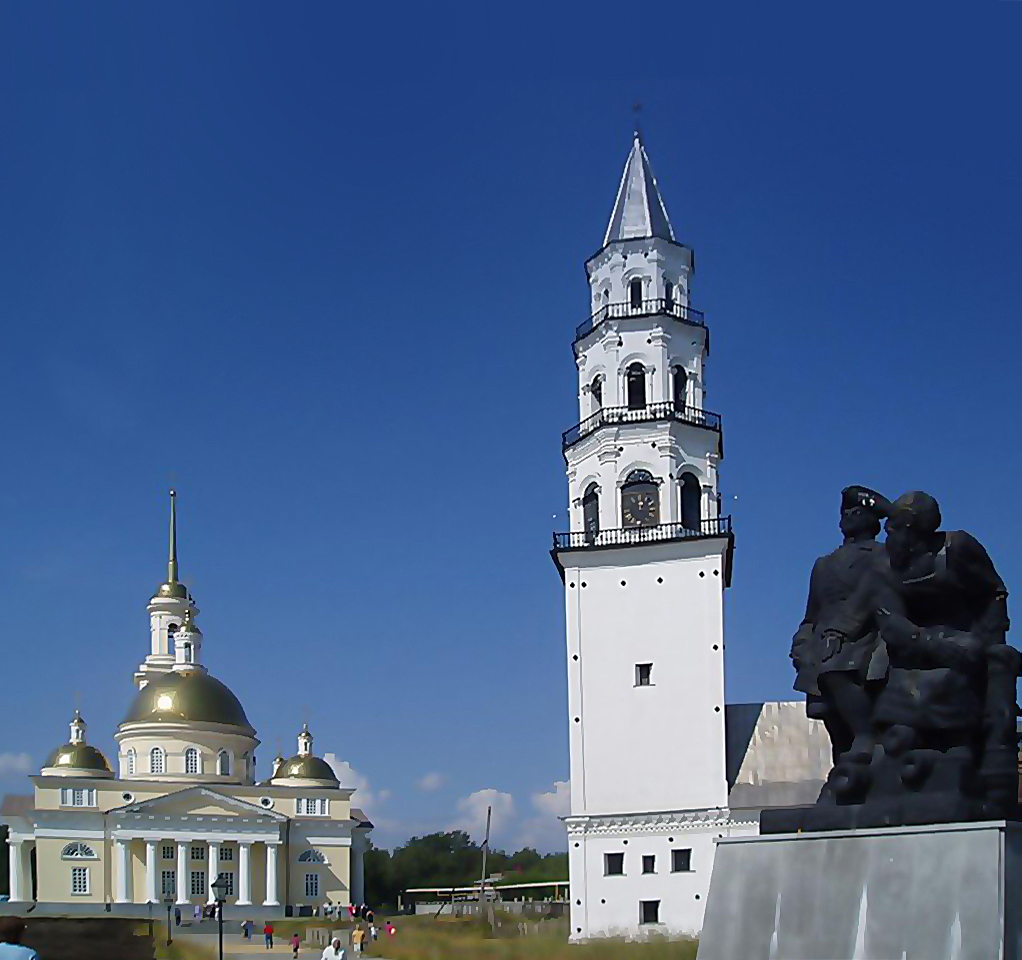
Overzichtsfoto: Links de kerk van de Oudgelovigen, in het midden de toren en rechts het standbeeld van Peter de Grote en Nikita Demidov

De scheve toren van Nevjansk (Russisch: Невьянская наклонная башня; Nevjanskaja naklonnaja basjnja) is een scheefstaande toren in de Russische plaats Nevjansk in oblast Sverdlovsk ten oosten van het gebergte Oeral. De toren werd gebouwd in de 18e eeuw door mijnbouwmagnaat Akinfi Demidov, een zoon van Nikita Demidov de vriend van Peter de Grote en heerser over zijn eigen privé-bergrepubliek in de Oeral.
Over de toren zijn weinig feitelijke gegevens bekend en daardoor des te meer volksverhalen. De toren is 57,5 meter hoog en hangt volgens recente metingen aan de top ongeveer 2,2 meter uit het lood. De toren meet aan de grond 9,5 bij 9,5 meter. De muren zijn bij de basis 2 meter dik en bovenin 32 centimeter. Over het bouwjaar van de toren en de architect is niets bekend, behalve dat de toren ergens tussen 1702 en 1741 moet zijn gebouwd. Tegenwoordig wordt als bouwperiode door wetenschappers 1725 tot 1732 aangegeven als meest waarschijnlijke periode. De documenten over de bouw van de toren zijn mogelijk verloren gegaan bij een brand in 1890. Het jaartal 1732 staat in het klokkenspel in de toren gegraveerd, wat erop zou kunnen wijzen dat de toren toen voltooid was. In 1735 kwam het beroemde boek contouren uit van mijnbouwingenieur de Gennin, waarin de voltooide toren als illustratie is getekend.
De toren is sinds de renovatie te bezichtigen via het ernaast gelegen museum en is een belangrijke toeristische trekpleister.

## Doel van de toren
Pas na de val van de Sovjet-Unie kon er voor het eerst onderzoek worden gedaan naar de toren door archeologen, omdat Nevjansk een gesloten stad was tijdens de Sovjetperiode, al werd er in 1975 wel een archeologische expeditie gemaakt naar de toren door de Staatsuniversiteit van de Oeral. Het onderzoek vond plaats tijdens de restauratiewerkzaamheden, die van 2000 tot 2003 duurden.
Over het doel van de toren wordt nog steeds gespeculeerd. Sommigen denken dat het een bankkluis was van de Demidovs. Anderen denken dat het een wachttoren, klokkentoren of gevangenis was en weer anderen zelfs dat in de kelders van de toren een geheim laboratorium was waar scheikundige experimenten werden gedaan en waar valse munten werden geslagen, de zogenaamde "Demidov-roebels". Ten slotte denken sommigen dat het werd gebouwd als een architectonisch symbool van de rijkdom en macht van de Demidovfamilie.

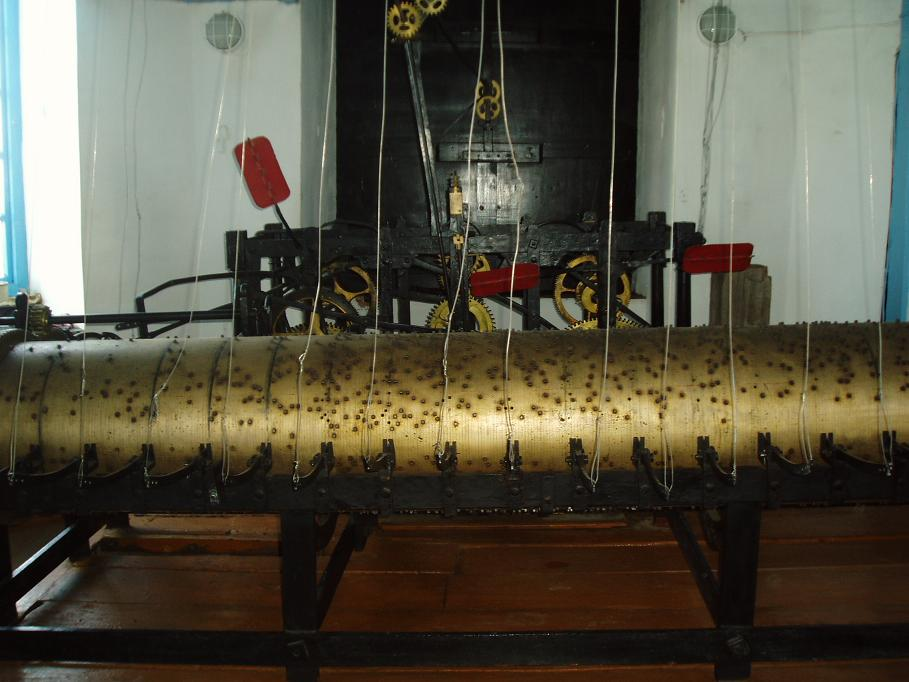

Het klokkenspel bevat 3 uurwerken, 10 muziekklokken (die ongeveer 4 ton wegen) en 1 alarmklok. Met het klokkenspel konden Engelse melodieën worden gespeeld. In de jaren 80 van de twintigste eeuw werden hieraan enkele Russische toegevoegd. Het verhaal gaat dat Phelps de klok destijds bouwde voor 5000 roebel, een astronomisch bedrag in die tijd en meer dan de 4207 roebel die voor de bouw van de hele toren was betaald.

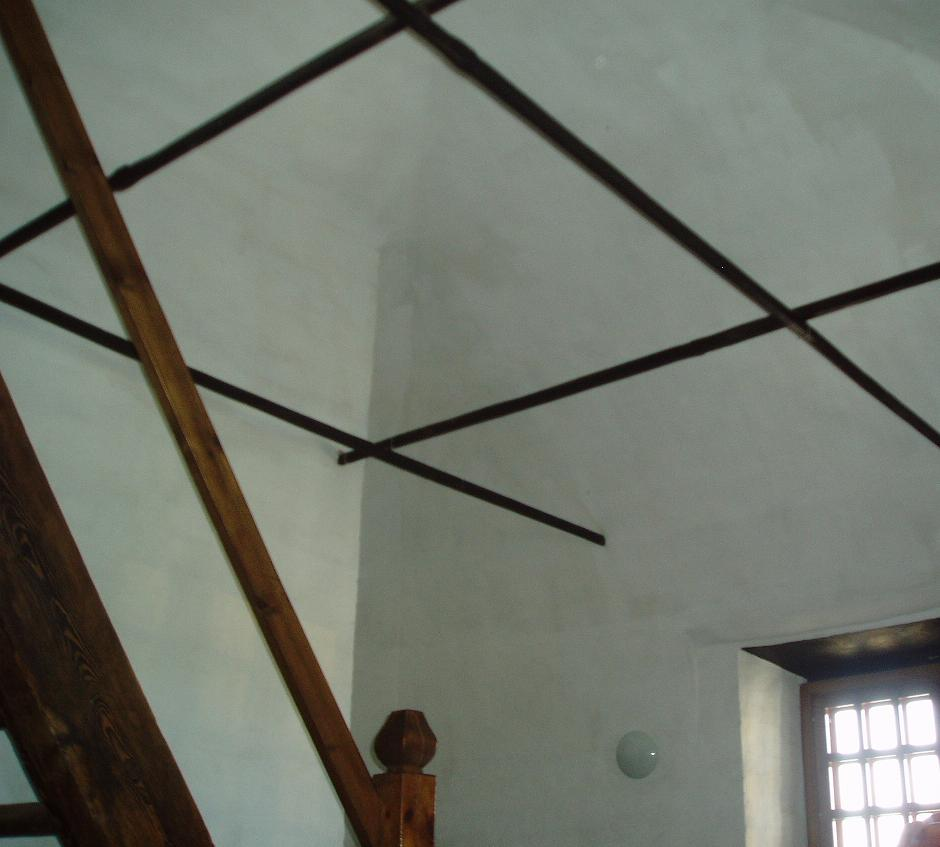
Hoek van de akoestische kamer

Bij de restauratie van de toren kregen wetenschappers de kans om achter het doel van sommige kamers te komen. Het lijkt erop dat zich op de eerste verdieping vastgeketende horigen bevonden, die daar "iets geheims" deden. Op de tweede verdieping, zo blijkt uit documenten, bevonden zich het "kantoor" en de archieven van Akinfi. Op de derde verdieping bevond zich een soort van laboratorium met een ingebouwde oven. Uit een monster van restjes roet in de schoorsteenpijp van deze oven werden sporen van goud en zilver aangetroffen, maar volgens wetenschappers is het bestaan van een valsemunterij waarschijnlijk gebaseerd op een mythe. Aannemelijker is dat de toren werd gebruikt voor het smelten van de bovenste lagen van ertsafzettingen, waarin zich vaak goud of zilver bevinden. De vierde tot de zesde verdieping bevatten alleen houten trappenhuizen. Op de zevende en achtste verdiepingen bevindt zich een uniek klokkenspel van de beroemde klokkenmaker Richard Phelps uit de Engelse plaats Avebury, die ook verantwoordelijk was voor meerdere klokken in de St Paul's Cathedral in Londen. De negende verdieping was waarschijnlijk een uitkijkpost en heeft een omlopende balustrade.
In de toren bevindt zich een kamer tussen de vijfde en zesde verdieping waarvan het doel nog steeds onzeker is. Deze kamer werd door de archeologen aangeduid als de "akoestische kamer" vanwege de akoestiek die wordt veroorzaakt door de geometrie van de kamer. De kamer heeft een oppervlakte van ongeveer 20 m². Als een persoon in een hoek gaat staan en iets fluistert, kan dit worden gehoord door een andere persoon die in een andere hoek staat. Mogelijk probeerde Akinfi hiermee zijn hooggeplaatste gasten af te luisteren. Dit sonische effect wordt volgens het hoofd van de natuurkundige faculteit van het architectonisch instituut van Jekaterinenburg verklaard door de optimale relatie tussen de lengte van een geluidssnelheidsgolf in relatie tot de radius van de welving van deze kamer, waardoor akoestische golven worden versterkt.

## Doel van de scheefstand
Volgens volksverhalen is de toren met opzet scheef gebouwd in zuidwestelijke richting: naar Toela, waarmee Akinfi zijn vader Nikita wilde eren, die in Toela het industriële imperium van de Demidovs was begonnen. Een ander volksverhaal vertelt dat toen de toren was afgebouwd, Akinfi en de architect van de toren naar de omloop boven in de toren klommen en Akinfi de architect vroeg of hij nog iets beters dan de toren kon bouwen. De architect zou daarop 'ja' hebben gezegd, waarop Akinfi hem van de toren gooide. De dorpsbewoners bemerkten daarop de volgende dag dat de toren iets schever was gaan staan en dat er water uit de muur liep van de toren, alsof de toren 'huilde'. Tegenwoordig loopt er nog steeds water uit de muur, maar voor dit fenomeen zijn echter ook een aantal natuurlijke oorzaken aan te wijzen.
De restaurateurs van de toren gaven aan dat er geen enkel bewijs is om aan te nemen dat de toren met opzet scheef zou zijn gebouwd. Uit landmetingen blijkt dat het defect in de toren vanaf het begin van de bouw zichtbaar moet zijn geweest. De oorzaak ligt waarschijnlijk in de ongelijke bodemdaling. De bouw zou nadat men hierachter gekomen was even zijn stopgezet, waarna men toch doorbouwde en de toren steeds iets corrigeerde. Dit valt terug te zien in het kleur van het cement tussen de stenen die sterk verandert vanaf de eerste verdieping. De bouwers gebruikten zelfs speciale bijgewerkte stenen om de toren te corrigeren. De huidige metingen wijzen uit dat er een helling is van 3 graden vanaf de basis van de as. Het middelste gedeelte is al een stuk rechter en heeft een helling van slechts 1 graad. Aan de top staat de toren volledig verticaal. De toren heeft hierdoor een beetje een kromme vorm. Volgens lokale meteorologen is zelfs zonder theodoliet te zien dat de toren aan de top verticaal staat, omdat de windwijzer altijd de juiste richting van de wind aangeeft, zelfs al staat er nauwelijks wind. Deze windwijzer van 2 meter lengte weegt 25 kg en zou stil moeten blijven staan bij weinig wind als de top scheef zou staan, wat niet het geval is.

## Constructietechnieken
Uit onderzoek blijkt dat er voor die tijd zeer geavanceerde technieken werden gebruikt bij de bouw van de toren.
In 1723 was de Mensjikovtoren in Moskou in brand gevlogen na een blikseminslag. Akinfi of zijn architect wilde daarom waarschijnlijk voorkomen dat zijn toren niet hetzelfde lot beschoren zou zijn. De architect liet op de toren een bliksemafleider bouwen in de vorm van een vergulde bol met punten. Als de toren tussen 1725 en 1732 werd gebouwd betekent dat dat de bliksemafleider al 25 jaar voordat Benjamin Franklin hem uitvond door Russische technici ontwikkeld werd. Een andere bijzonderheid is dat bij de bouw voor het verstevigen van de toren het principe van gewapend beton werd gebruikt, ongeveer 130 jaar voordat gewapend beton officieel werd uitgevonden door een tuinman uit Parijs.
De toren is opgebouwd met geaarde ijzeren staven, die overal zichtbaar zijn in de toren en ook door de muren lopen. Opmerkelijk is dat na 300 jaar nog steeds geen sporen van corrosie zichtbaar zijn op de ijzeren onderdelen die voor de toren werden gebruikt. Volgens wetenschappers bevatten deze ijzeren delen 99,6% ijzer. Het is een mysterie hoe dergelijk hoogwaardig metaal destijds werd gefabriceerd, omdat men pas in de 20e eeuw erin slaagde om een gelijkwaardig percentage te bereiken.

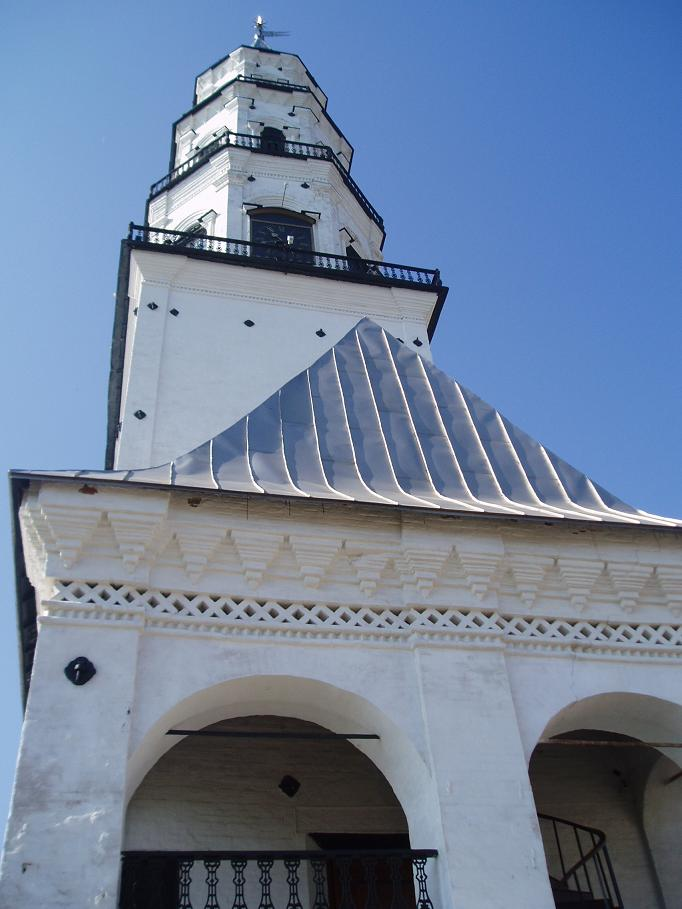
Gezicht vanaf de grond

## Architectuur en omgeving
De toren is het eerste voorbeeld van architectuur in gebouwen in de Oeral. Het gebouw is gebouwd in Oudrussische stijl, met een klokkentoren en meerdere niveaus. Ze bevat elementen uit de Barokke architectuur op de spijlen tussen het hekwerk van de balustrades op de bovenste verdiepingen. Vanaf de toren kan een groot deel van de stad, de heuvels en de rivier de Nejva worden overzien.
Later werd naast de toren een vrijstaand kerkgebouw gebouwd door oudgelovigen, die voor een belangrijk deel de bron waren van het succes van de mijnbouw in de Oeral.